# Rhamphomyia dorsata
Rhamphomyia dorsata är en tvåvingeart som beskrevs av Becker 1915. Rhamphomyia dorsata ingår i släktet Rhamphomyia och familjen dansflugor. Arten är reproducerande i Sverige. Inga underarter finns listade i Catalogue of Life.